# Skólok
Skólok (en rus: Сколок) és un poble (un possiólok) de l'óblast de Saràtov, a Rússia, segons el cens del 2010 tenia un habitant. Pertany al districte municipal d'Arkadak.